# Фіголь Олексій Михайлович
Фіголь Олексій Михайлович (4 липня 1961, м.Івано-Франківськ) — український живописець, член Національної спілки художників України.

## Біографічні відомості
Фіголь Олексій Михайлович народився 4 липня 1961 року в м. Станіславі (тепер м. Івано-Франківськ).
У 1976 році вступив до Львівського училища прикладного мистецтва ім. І.Труша. Викладачі: Костирко С. І., Яцків Р. В., Безпалків Р. М., Єлізаров В. М. 1980—1982 роки — художник-реставратор Львівського музею українського мистецтва (нині Національного музею у Львові).
1981—1987 роки навчався у Львівському інституті прикладного та декоративного мистецтва за спеціальністю «Художнє скло» (нині Львівська національна академія мистецтв) Педагоги: Галицький Б. І., Лозинський М. В., Звір О. М., Мисько Е. П., Мартинюк С. Л., Мельничук С. Г., Скандаков Ю. В.

«Молитва» 2013, 70х70 полотно, олія.jpg

1987—1990 роки — головний художник Артемівського склозаводу (Донецька обл.).
Працює в галузі станкового та монументального живопису, а також рисунку.
Член республіканської  художньої ради. З 1990 по 1993 роки — на творчій роботі. З 1993 року — старший викладач кафедри рисунку Львівської академії мистецтв. З 1999 року — завідувач  кафедри рисунку ЛНАМ. З 2003 року — член Національної спілки художників України. З 1981 року є учасником обласних, зональних, всеукраїнських, міжнародних виставок та пленерів, зокрема: 1. Весняний Салон (Львів, 2010—2014). 2.Міжнародна художня виставка «Осінній салон» (Львів, 2010—2015). 3. Міжнародна після пленерна виставка в м. Гортобадь (Угорщина, 2012—2013). Персональні виставки: 1. Львів (1981, 2001, 2006, 2009, 2010, 2011, 2012, 2013, 2016). 2. Артемівськ (1989). 3. Івано-Франківськ (1993, 2011). 4. Міжнародний пленер в м. Сабінов (Словаччина, 2012—2013).
Мистецькі твори О.Фіголя зберігаються у музеях України, Угорщини, Польщі, а також приватних колекціях України, Угорщини, Польщі, Хорватії, Чехії, Канади, США, Франції, Німеччини, Ізраїлю.

## Персональні виставки
- м. Львів, 1981 р.;
- м. Артемівськ, 1989 р.;
- м. Івано-Франківськ, 1993 р.;

«Міжсезоння», 2010, 90х90 картон, олія

- м. Львів, 2001 р.;
- м. Львів, 2006 р.;
- м. Львів, 2009 р.

## Найвідоміші роботи
- «Міжсезоння» (2010);
- «А та корова знов пішла у степ» (2011);
- «У колі друзів» (2010—2012, 2013—2014) — серія портретів;
- «Молитва» (2014);
- «Думи мої» (2014—2015);
- Серія краєвидів (2014—2015);
- Серія портретів (2014—2015);
- «Ох» — портрет І.Гап'яка (2015), за який отримав нагороду «Золотий Лука».

## Діяльність у ЛНАМ
Педагогічну діяльність у ЛНАМ розпочав у 1993 році старшим викладачем кафедри рисунку. Двічі обіймав посаду завідувача кафедри (1999—2010; з 2015 — до сьогодення). Співавтор монографії «Історія Галича у пам'ятках мистецтва» (Галич, 1999. — 185 с.).